# 道の駅多古
道の駅多古（みちのえき たこ）は、千葉県香取郡多古町にある国道296号の道の駅である。

## 施設
- 駐車場
  - 普通車：103台
  - 大型車：10台
  - 身障者用：1台
- トイレ
  - 男：大 5器（4器）、小 10器（8器）
  - 女：12器（9器）
  - 身障者用：2器（2器）

※（）内は、24時間利用可能
- あじさい館
  - 軽食コーナー
  - ラウンジ
  - ふれあい市場（農産物販売コーナー）

## 休館日
- 1月1日 - 2日（休憩コーナーは営業）

## アクセス
- 国道296号
  - 千葉県道74号多古笹本線

## 周辺
- 栗山川